# HEATR1
HEATR1‏ (HEAT repeat containing 1) هوَ بروتين يُشَفر بواسطة جين HEATR1 في الإنسان.